# Stefka Ammon

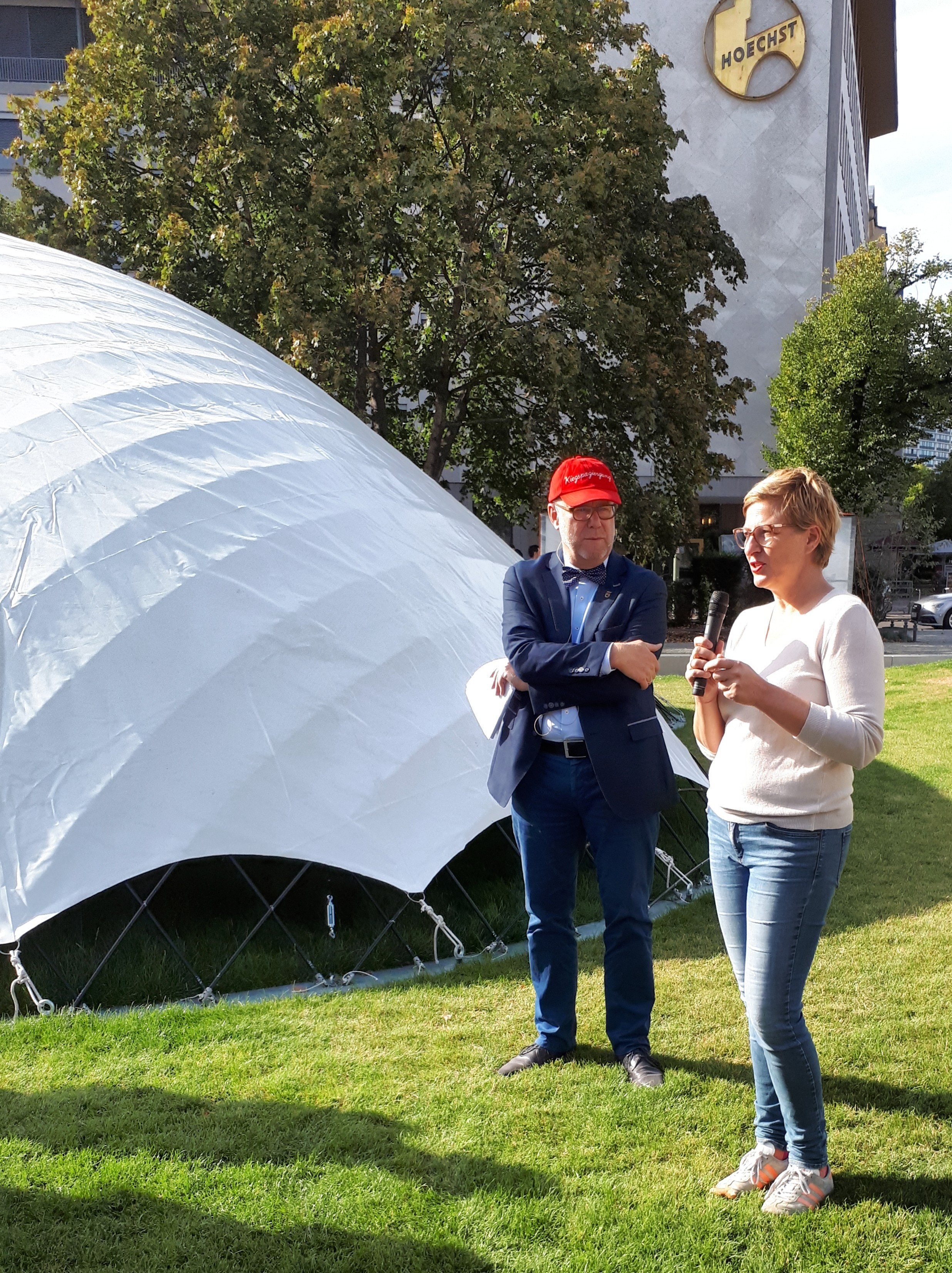
Stefka Ammon stellt 2018 ihr temporäres Kunstprojekt „Steinplatz reloaded“ vor

Stefka Ammon (* 1970 in Gehrden) ist eine deutsche Bildhauerin.

## Leben
Stefka Ammon absolvierte eine Ausbildung zur Steinbildhauerin, bevor sie von 1994 bis 2000 an der Kunsthochschule Berlin-Weißensee bei Inge Mahn und der Pennsylvania Academy of the Fine Arts (1998/99) bei Jody Pinto und Joel Fisher freie Kunst und Bildhauerei mit Abschluss Meisterschülerin (2001) studierte.
Von 2002 bis 2005 war sie Gastdozentin und Koordinatorin des Zusatzstudiengangs Interdisziplinäres Gestalten der KHB Weißensee. Im Jahr 2002 initiierte sie den Damensalon in Berlin. Seit 2022 ist sie stellvertretende Bürgerdeputierte im Ausschuss Weiterbildung und Kultur der Bezirksverordnetenversammlung sowie in der Kommission Kunst im öffentlichen Raum. Sie ist Mitglied im Berufsverband Bildender Künstler*innen Berlin (bbk*berlin).

## Werk
In ihren Arbeiten setzt sie sich mit kulturellen Zuschreibungen und Identitäten auseinander. Ausgangspunkte sind dabei oft historische Themen, u. a. Hexenverfolgung der frühen Neuzeit, europäische Projektionen auf die indigene Bevölkerung der USA und Nationalsozialismus und intergenerationelle Folgen. Zudem ist sie in den Feldern Kunst im öffentlichen Raum und Kunst am Bau tätig.
Stefka Ammon nimmt an Ausstellungen im In- und Ausland teil und erhielt u. a. Projekt- und Rechercheförderungen des Berliner Senats; Stipendium Stiftung Genshagen (2011); The Muzychi Expanded History Project von Alewtyna Kachidse, Ukraine (2009); DAAD, New Mexico, USA (2002/3); Mart-Stam Preis (2001); Full Fellowship Vermont Studio Center, USA (1999).